# Turkmenischer Rundfunk
Turkmenischer Rundfunk sind die vom Staat veranstalteten Hörfunk- und Fernsehsender in Turkmenistan. Private Sender gibt es offiziell nicht. Der Staat greift direkt z. B. über Personalentscheidungen in die Arbeit des Rundfunks ein, beispielsweise durch Dekrete des Präsidenten, die sowohl die Generaldirektion als auch die Leitung der einzelnen Programme betreffen.

## Programmveranstalter und Sendezentrum
Als verantwortlicher Veranstalter wurde von der Regierung das Staatliche Komitee von Turkmenistan für Fernsehen, Rundfunk und Film eingerichtet. Seine Hauptaufgaben sind Berichte über die „Erfolge im sozioökonomischen Leben und auf die Entwicklung des Landes“ sowie zur Geschichte des turkmenischen Volkes.
Dem Staatskomitee sind folgende Unterorganisationen untergeordnet:
- Oghusische Gesellschaft „Turkmenfilm“
- Staatsunternehmen „Teleradiomerkezi“
- Unternehmen „Mahabat“ (Werbeagentur)
- Schule für Produktion (audiovisuelle Medien)

Das heutige Sendezentrum wurde im Oktober 2011 in Betrieb genommen. Es befindet sich im Süden der Hauptstadt Aşgabat in über 1000 Meter Höhe auf einem der Hügel des Kopetdag-Gebirges. Das Gebäude ist funktional und baulich gegliedert als 30-stöckiger Komplex, dessen Basis die Studios und Senderäume beinhaltet. Darüber befindet sich der Fernsehturm Turkmenistans, der vom Boden bis inklusive Antenne 211 Meter misst und bis in halber Höhe ein Bürogebäude integriert, baulich in Form des stilisierten turkmenischen Staatswappens.

## Geschichte
Die heutigen staatlichen Medien haben ihre Wurzeln in der Sowjetzeit. 1998 wurden die sowjetischen Sender im OIRT-Band abgeschaltet, es verblieben aber noch russischsprachige Programme, die nun im UKW-Band nach internationalen Frequenzen verbreitet wurden. Danach wurde das Turkmenische Staatliche Fernsehen (TMT) gegründet, zunächst parallel zu russischen Programmen. 2004 begann Turkmenistan, ausländische Sender (zunächst das beliebte russischsprachige Programm Radio Majak) abzuschalten, im Fall von Majak sollte dies nur temporär erfolgen. Begründet wurde es mit der fehlenden Finanzierung einer benötigten neuen Sendeanlage von russischer Seite. Gleichzeitig wurden jedoch die neuen Sender Watan, Miras und Çar Tarapdan in Betrieb genommen. Der Ausbau landesweiter Versorgung mit nationalen Programmen wurde seit Juni 2004 von Türkmenbaşy aus schrittweise vorangetrieben.
2008 entschied die Regierung, die Rundfunkinfrastruktur zu modernisieren und gab bei dieser Gelegenheit den Bau des neuen Fernsehzentrums in Aşgabat in Auftrag. In 18 Monaten wurde das neue Sendezentrum mit Funkturm erbaut, die Integration der Sendetechnik bis zum Nationalfeiertag im September 2011, drei Monate von der Planung bis zur Installation, galt als „recht ambitioniert“. Inzwischen wurden die Programme direkt der Regierung unterstellt und die vorhandenen Programme der alten TMT umbenannt.

## Hörfunk

Das Wappen Turkmenistans fungiert als „Logo“ der Hörfunksender

Der Staat veranstaltet sieben Hörfunkprogramme, von denen die Hauptprogramme landesweit terrestrisch über UKW verbreitet werden und vier Programme über den Satelliten TurkmenAlem 52E (TürkmenÄlem 52 ° E/MonacoSat). Als Livestream sind sie über Plattformen von Drittanbietern verfügbar, sowie über eine Mobile App der Regierung. Vier Hörfunkprogramme sind als Schwesterprogramme ihrer zugehörigen Fernsehsender konzipiert, mit jeweils derselben inhaltlichen Ausrichtung. Sie sind ebenfalls über Satellit verfügbar.
| Programmname                                                                               | Inhaltliche Ausrichtung und Programmauftrag | Sendestart     |
| ------------------------------------------------------------------------------------------ | --- | -------------- |
| TR1 Watan („Mutterland“)                                                                   | Informations- und Nachrichtenprogramm mit In- und Auslandsnachrichten, Schwesterprogramm von Altyn Asyr                                                                                    | Juni 2004      |
| TR2 Çar Tarapdan ("Von allen Seiten")                                                      | Schwesterprogramm von Ýaşlyk | Juni 2004      |
| TR3 Miras („Erbe“)                                                                         | Kulturprogramm, Schwesterprogramm des Fernsehprogramms Miras | Juni 2004      |
| TR4 Owaz Radio („Wortprogramm“)                                                            | Wortprogramm, Schwesterprogramm von Türkmen Owazy; zusätzlich zum Fernsehprogramm gehören zum Programmauftrag Übertragungen von Ereignissen im Land auf Turkmenisch, Russisch und Englisch | 1. Januar 2009 |
| Music Radio (TR5 Music FM)                                                                 | |                |
| Türkmen sazlary wir Halk (TR Turkmen sazlary we halk aydymlary, „Turkmenische Volksmusik“) | Turkmenische Musik und Volkstänze |                |
| TMRadio.Club                                                                               | Dance, Electronic |                |

## Fernsehen
Der Staat verbreitet acht Programme landesweit, darunter ein internationales Programm und zwei Regionalprogramme für die Hauptstadt Aşgabat und Arkadag.
| Programmname                                     | Inhaltliche Ausrichtung und Programmauftrag | Sendestart         |
| ------------------------------------------------ | --- | ------------------ |
| Altyn Asyr („Goldenes Zeitalter“)                | Übertragungen politischer, wirtschaftlicher und kultureller Ereignisse und Nachrichten, Sitzungen, Konferenzen, internationale Ausstellungen und Veranstaltungen und Festivals |                    |
| Ýaşlyk („Jugend“)                                | Beitrag zur Erziehung der jungen Generation mit Sendungen für das Zielpublikum vom Elementarbereich bis zur Hochschulausbildung |                    |
| Miras („Erbe“)                                   | Berichte über Ereignisse des kulturellen Lebens und Nachrichten mit Sendungen zum historischen und kulturellen Erbe, darunter die Darstellung von Spiritualität, Volkskunst, Leben und Aktivitäten großer turkmenischer Persönlichkeiten                                                      |                    |
| Türkmenistan                                     | Auslandsprogramm in sieben Sprachen (Turkmenisch, Russisch, Englisch, Französisch, Chinesisch, Arabisch und Persisch): Ausrichtung auf die Bereiche Wirtschaft, Politik, Kultur, Wissenschaft und Bildung, Landwirtschaft, Geschichte und Sport                                               | 12. September 2004 |
| Türkmen Owazy („Turkmenische Stimme“)            | Musiksender für turkmenische Musik und Musikprogramme unterschiedlicher Genres; Programmauftrag darüber hinaus: Übertragungen internationaler kultureller Veranstaltungen und Ereignisse, die im Land stattfinden bzw. abgehalten werden, Spielfilme mit Bezug zur Musik                      | 1. Januar 2009     |
| Aşgabat (Aşgabat)                                | Regionalprogramm für die Hauptstadt: Berichte über Politik, Wirtschaft, Kultur und Spiritualität in der Hauptstadt, Vorberichte zu Ereignissen in den Bereichen Gesundheitswesen, Bildung, Sport, internationale Treffen und Festivals in Aschgabat, sowie allgemeine regionale Informationen | 1. Oktober 2011    |
| Türkmen Sport (Sport [in oder für] Turkmenistan) | Vor- und Nachberichte zu allen Sportarten „auf Augenhöhe mit den Sportfernsehkanälen der Welt“ | 1. Januar 2012     |
| Arkadag                                          | dokumentiert und fördert die „großen Taten und Errungenschaften des unabhängigen neutralen Staates“ mit Schwerpunkt auf die Stadt Arkadag | 1. September 2023  |

## Verbreitung
Die terrestrische Verbreitung erfolgt über UKW-, DAB- und DVB-T-Sender, sowie im Kabelfernsehen.
Alle Programme sind seit Mitte 2015 über Satellit verfügbar, womit gleichzeitig die Einführung der HD-Auflösung verbunden war. Zu diesem Zweck wurde die Agentur Türkmenaragatnaşyk gegründet, die alle satellitengestützten Kommunikationsdienste anbietet, neben Rundfunk sind dies Telefonie, Videokonferenzen, Datenübertragung, Satelliten-Internet und VSAT-Netzwerke. Die Rundfunkprogramme sind der Generaldirektion des turkmenischen Fernsehens unterstellt. Sie sind ebenso als Livestream unverschlüsselt auf Plattformen der Regierung verfügbar.
Über Satellit können etwa 1,2 Mrd. Menschen mit turkmenischen Programmen versorgt werden; ganz Europa, Nordafrika und ein großer Teil Asiens.

## Sonstige Rundfunkprogramme
Private Programme sind in Turkmenistan nicht zugelassen. Satellitenschüsseln sind verboten. Der Staat selbst betreibt einen Dienst zum Empfang ausländischer Programme, die für einen Paketpreis von 2,80 Dollar (2019) angeboten werden. Darin enthalten sind u. a. russische und europäische Nachrichtensender wie Euronews oder BBC, sowie türkische Unterhaltungsprogramme. Das Portal Novastan mutmaßt, die turkmenische Regierung versuche „nicht den Zugang zu ausländischen Medien insgesamt einzuschränken, sondern eher die Berichterstattung über negative Ereignisse im Land.“

## Programminhalte und Rezeption
Die turkmenischen Rundfunkprogramme sind geprägt von einer „kafkaesken Bürokratie“ mit sinnfreien Phrasen in der Berichterstattung regierungstreuer Organisationen und propagandistischen Erfolgsmeldungen, wie beispielsweise einen „Überfluss an Lebensmitteln“, die am Alltag der Bürger, der von der Not der Wirtschaftskrise gekennzeichnet ist, vorbeigehen. Der Informationscharakter ist durch seine „undurchdringbare Sprache und Inhalte ohne Aktualität“ gekennzeichnet. Lediglich Türkmen Owazy kann durch seinen Mitmach-Charakter und seine Politikferne an die Lebenswirklichkeit seiner Zuschauer anknüpfen.